# بطولة أوروبا لكرة الطائرة للرجال 1948
بطولة أوروبا لكرة الطائرة للرجال 1948 (بالإيطالية: Campionato europeo di pallavolo maschile 1948)‏ هو الموسم 1 من  بطولة أمم أوروبا للكرة الطائرة للرجال. أقيم خلال الفترة 24 سبتمبر 1948 وحتى 26 سبتمبر 1948، وأشرف على تنظيمه الاتحاد الأوروبي للكرة الطائرة، وكان عدد الأندية المشاركة فيه  6، وفاز فيه منتخب تشيكوسلوفاكيا الوطني لكرة الطائرة للرجال.